# Louis-Victor Lavoine
Pour les articles homonymes, voir Lavoine (homonymie).
Louis Victor Lavoine né le 28 décembre 1808 à Soissons et mort le 12 juin 1861 à Villejuif est un peintre français.

## Biographie
Louis-Victor Lavoine est le fils naturel de Véronique Lavoine et l'époux de Félicie Barbier.
Élève de Jean-Auguste-Dominique Ingres, il participe au concours du prix de Rome de 1831 à 1834 et obtient un deuxième second grand prix de Rome en 1833, sur le sujet du Serpent d'airain. 
Il présente des œuvres au Salon, au moins en 1842 et 1850.
Il meurt à son domicile à Villejuif le 12 juin 1861.

## Œuvres
France
- Paris, École nationale supérieure des beaux-arts :
  - Achille poursuivi par le Xanthe, dessin préparatoire sur calque[3] ;
  - Thésée reconnu par son père, dessin préparatoire sur calque[4] ;
  - Moïse et le serpent d'airain, dessin préparatoire sur calque[5].
- Soissons :
  - cathédrale Saint-Gervais-et-Saint-Protais : Saint-Sébastien, 1831, huile sur toile, en collaboration avec Jean-René Chevalier, détruit pendant la Première Guerre mondiale[6].
  - musée de Soissons :
    - Portrait de François Ier, 1831, huile sur toile, 104 × 88 cm[7], œuvre disparue ;
    - Homère chantant l'Iliade devant les populations de la Grèce, 1834, huile sur toile, 100 × 145 cm[8], détruit pendant la Seconde Guerre mondiale[9] ;
    - L'Éducation de Tobie, huile sur toile, 130 × 100 cm[10], œuvre disparue ;

Royaume-Uni
- Sheffield, musée de Sheffield[Lequel ?] : Portrait de Young Mitchell, 1833, attribution, huile sur toile, 52,7 × 45,3 cm[11].

Suisse
- Genève, collections municipales : Portrait de Hugues Darier[12].

Localisation inconnue
- Enfants jouant avec des coquillages, Salon de 1842[13], huile sur toile, 61 x 50,5 cm ;
- Portrait d'enfant dans un paysage, huile sur toile[réf. nécessaire] ;
- Le Christ et saint Thomas, Salon de 1850[14].